# Liparis ramosa
Liparis ramosa är en orkidéart som beskrevs av Eduard Friedrich Poeppig och Stephan Ladislaus Endlicher. Liparis ramosa ingår i släktet gulyxnen, och familjen orkidéer. Inga underarter finns listade i Catalogue of Life.